# 横山作次郎
橫山作次郎（1864年—1912年），日本東京都人，柔道八段，明治時期著名柔道家，人稱「鬼橫山」，為講道館四天王之一。
1886年，他加入嘉納治五郎的講道館，成為其最傑出的弟子。他擅長掃腰，著名的自創技法為天狗摔。
他曾經指導過三船久藏及前田光世。以横山的身高来说，在当时的日本人当中算是巨人，他的名技天狗摔也是身高和伤害成正比的。他少年时就很有胆魄，曾经用武士刀斩杀过闯空门的强盗。